# Lebensstätte
Als Lebensstätte wird nach Bundesnaturschutzgesetz der regelmäßige Aufenthaltsort der wild lebenden Individuen einer Art bezeichnet.

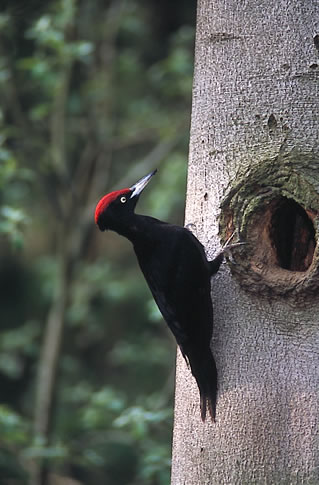
Beispiel einer Lebensstätte: Höhle eines Schwarzspechts

Beispielsweise handelt es sich bei der Höhle eines Schwarzspechtes in einer Buche um dessen Lebensstätte. Das Bundesnaturschutzgesetz stellt Lebensstätten unter besonderen Schutz. Es ist verboten, Lebensstätten wild lebender Tiere und Pflanzen ohne vernünftigen Grund zu beeinträchtigen oder zu zerstören.
Abweichend zur rechtlichen Definition wird in der Ökologie der Begriff Lebensstätte regelmäßig mit Habitat gleichgesetzt.